# بيل بيشوب (لاعب كرة قدم أمريكية)
بيل بيشوب (بالإنجليزية: Bill Bishop)‏ هو لاعب كرة قدم أمريكية أمريكي، ولد في 8 مايو 1931 في بورجير في الولايات المتحدة، وتوفي في 14 مايو 1998.

## وصلات خارجية
- بيل بيشوب على موقع مرجع كرة القدم المحترفة.كوم (الإنجليزية)